# Миклашевський Михайло Павлович
Миха́йло Па́влович Миклаше́вський (1756 — 26 серпня 1847) — український і російський військовий та державний діяч.

## Життєпис
Онук і син бунчукових товаришів в Стародубському полку — Івана і Павла Миклашевських відповідно. Народився у Деменці на Стародубщині (тепер Росія). Служив у гвардійському полку в Петербурзі (1775-89), у 1789-92 роках — полковник стародубського карабінерського полку, після як нагорода за Римницьку битву призначений командиром кірасирського Воєнного Ордена полку; командував полками на Дніпровській лінії (1792-97).
1797 року призначений волинським і чернігівським губернатором, але 1800 року усунений з посади особисто імператором Павлом («за употребление в донесениях несвойственных языку россійскому слов»).
З 1801 року — новоросійський губернатор, з 1808 — сенатор.
Миклашевський був прихильником ідеї політичної автономії України, мав зв'язки з Новгород-Сіверським патріотичним гуртком. Під час вторгнення наполеонівських військ у Російську імперію склав проєкт відновлення козацьких полків у Лівобережній Україні. Після відставки оселився у своєму маєтку Понурівці, де утворив осередок українського культурно-політичного життя. За деякими даними, звідти поширився по Україні рукопис «Історія Русів».

## Вшанування пам'яті
У місті Глухів є вулиця Миклашевських.